# Virgen de las Angustias (Segovia)
La Virgen de las Angustias es una obra anónima de finales del siglo xvi. Portada el Viernes de Dolores y los Jueves y Viernes Santo por la Cofradía Penitencial de Nuestro Señor Jesús con la Cruz a Cuestas y María Santísima de las Angustias de la Asociación de Exalumnos Maristas (A.D.E.MAR), la imagen está ubicada en el Convento del Corpus Christi de Segovia (Castilla y León, España).

## Historia
La imagen se considera obra del taller de Juan de Juni (aunque también ha sido adjudicada al propio escultor) y está fechada a finales del siglo xvi, si bien Javier Burrieza Sánchez la sitúa entre finales del siglo xvii y principios del xviii,: 188  aunque al parecer la policromía original data de los últimos años del siglo xvi, siendo el primer repinte de 1710 y el último del siglo xx, época en que se dotó a la escultura de un corazón postizo atravesado por siete cuchillos: 29  a imagen y semejanza de la Virgen de las Angustias tallada hacia 1561 por Juni para la Ilustre Cofradía Penitencial de Nuestra Señora de las Angustias de Valladolid, obra en la que se basa la Virgen de Segovia al igual que otras imágenes, como la Virgen de los Cuchillos de Cuéllar, la Virgen de las Angustias de Salamanca, la Dolorosa de Alba de Tormes, la Dolorosa de Oviedo, la Dolorosa de Astorga y la Dolorosa de Medina de Rioseco.
Procesionada en la década de 1970 con las congregaciones marianas, posteriormente dejaría de desfilar y no volvería a salir en procesión hasta su incorporación en 2000 a la cofradía de A.D.E.MAR (fundada en 1959 y renombrada en 2014 para incluir en su denominación a la Virgen de las Angustias), siendo esto posible gracias a las gestiones efectuadas por la Junta Directiva de la hermandad, impulsora de un proceso de restauración sobre la imagen que empezó en 2000 y concluyó en 2013, año en que la empresa segoviana con sede en Madrid 1PixelStudios llevó a cabo la digitalización y fotoescultura de la talla; ya anteriormente se había ejecutado este mismo proceso con la otra imagen de la cofradía, el Santo Cristo con la Cruz a Cuestas, obra de José Quixal en 1907, lo que convirtió a la hermandad en la primera de España en realizar una fotoescultura de una talla procesional. Custodiada durante décadas en el coro de la iglesia del Convento de San Francisco, tras su clausura en 2006 la Virgen pasó al cercano Convento del Corpus Christi, donde se conserva actualmente, siendo la comunidad de clarisas que lo habita nombrada cofrade de honor en 2014 por la hermandad.

## Descripción
La Virgen aparece sentada sobre un peñasco completamente sola y con una disposición ligeramente helicoidal del cuerpo con el fin de remarcar el grado de ansiedad producto del estado de trance en el que se encuentra sumida. La pierna derecha se halla flexionada y hacia delante mientras que la izquierda está doblada hacia atrás, gesto que provoca un leve arqueamiento del tronco hacia el lado izquierdo, con el hombro de este lado adelantado respecto al otro. La disposición de ambas piernas guarda consonancia en cierta forma con los brazos ya que el derecho se apoya en el pecho en señal de desconsuelo mientras que el izquierdo se halla estirado hacia la parte posterior y cubierto por el manto, con la mano parcialmente tapada a imagen y semejanza de la talla de Juni, quien tenía por costumbre cubrir partes anatómicas con pañería, destacando en este aspecto diversas obras: la María Magdalena del Santo Entierro (1541-1544) del Museo Nacional de Escultura; la Virgen de la Esperanza (c. 1550) de la Iglesia de Santiago de Allariz; el relieve de la Virgen de la Piedad (1550-1560) del retablo de la Capilla de los Alderete en la Iglesia museo de San Antolín de Tordesillas; el San Juan del Calvario de Ciudad Rodrigo (1556-1557) del Museo Nacional de Escultura; y la María de Cleofás del Santo Entierro (1566-1571) de la Catedral de Segovia.
La carga emocional radica en la cabeza, elevada, con la boca ligeramente abierta y los ojos alzados hacia el cielo en actitud suplicante, estando la obra caracterizada en líneas generales por una composición piramidal y robusta, si bien a diferencia de la escultura de Valladolid esta no posee el mismo nivel de patetismo. La imagen está ahuecada (costumbre de la época para aligerar el peso y evitar desperfectos en la madera): 29  y luce ropajes superpuestos consistentes en una túnica marrón y un sayo por encima de manga corta en color bermellón con envés en gris oscuro y abertura por debajo del pecho, una toca marfil y un manto azul apoyado en el hombro izquierdo el cual cae por la parte posterior y se recoge entre las piernas. Los paños lucen una gran cantidad de drapeados en forma de arista que dotan a la imagen de gran movimiento y aspecto almidonado, destacando un marcado equilibrio en las ondulaciones de todas las prendas, si bien en la zona del pecho, donde la mano derecha entra en contacto con las telas, no se producen tantos pliegues como en la imagen vallisoletana, lo que disminuye la sensación de profundidad, hallándose anteriormente el cromatismo original oculto por los sucesivos repintes, los últimos muy burdos y de escaso colorido, todos ellos eliminados para 2008,: 29  habiéndose reparado por su parte levantamientos leves y aislados, pequeños saltados puntuales y pasmados de barniz en 2006 (en 2013 fue intervenida para corregir los desperfectos provocados por las lluvias el año anterior).
Como elemento accesorio, además del corazón atravesado por siete puñales porta una sencilla diadema de orfebrería rematada por una cruz circundada por seis estrellas intercaladas con rayos y sujeta con un vástago central, mientras que la carroza en la que procesiona (la primera de la Semana Santa segoviana en llevar banzos) fue realizada en 1999 y tanto el interior como la peana son de madera, con dos puntos de anclaje para la sujeción de la talla, contando además con el chasis de una Ford Transit adquirida por la cofradía para tal fin.

## Legado
La Virgen de las Angustias tuvo el honor de participar en la exposición Civitatis Domina. La Virgen de las Angustias y las gentes de Castilla, celebrada en 2009 en la Sala Municipal de Exposiciones del Teatro Calderón en Valladolid, donde compartió espacio con las Vírgenes de Salamanca, Astorga y Rioseco además de con la Virgen de las Angustias de Becerril de Campos.